# المدعي العظيم
المدعي العظيم (بالإنجليزية: Great Pretender)‏ هو مسلسل أنمي من إنتاج ويت استديو عرض على نتفليكس اليابان في يونيو 2020 وفي باقي أنحاء العالم في أغسطس 2020.